# Phyllachora exostemae
Phyllachora exostemae är en svampart som beskrevs av Chardón 1946. Phyllachora exostemae ingår i släktet Phyllachora och familjen Phyllachoraceae.   Inga underarter finns listade i Catalogue of Life.